# Ferrari SP275 RW Competizione
La Ferrari SP275 RW Competizione est une voiture de sport du constructeur italien Ferrari produite en un exemplaire unique en 2016 par le département spécial « One-Off » de la marque.

## Présentation
La SP275 RW Competizione est dévoilée le 5 décembre 2016 lors des Finali Mondiali à Daytona.

### Historique
La SP275 RW Competizione est un modèle unique de la marque au cheval cabré produite pour un client américain. Le chiffre "275" du modèle correspond à la Ferrari 275 GTB et les lettres "RW" correspondent aux initiales du propriétaire. 

### Design
La voiture s'inspire de la 275 GTB. En effet, on peut retrouver les ouïes d'aérations latérales sur le côté ou encore à l'arrière du véhicule.

### Caractéristiques techniques
La SP275 RW Competizione repose sur la plateforme technique de la Ferrari F12 Berlinetta. Elle en reprend le châssis et le moteur mais sa carrosserie est entièrement nouvelle.

### Moteur
Le moteur de la SP275 RW Competizione est le V12 atmosphérique de 781 ch et de 705 Nm provenant cette fois de la F12tdf.